# Střezivojice
Střezivojice (německy Schedoweitz) jsou vesnice, část obce Dobřeň v okrese Mělník ve Středočeském kraji. Leží šest kilometrů jižně od města Dubá a patnáct kilometrů severně od města Mělník.

## Historie
První písemná zmínka o vesnici pochází z roku 1402.
Ves byla pravděpodobně založena Berky z Dubé ve 14. století. Po zpustošení za třicetileté války osazena německým obyvatelstvem. Po odsunu Němců se díky rekreačnímu využití podařilo uchránit většinu stavení před zkázou.

## Přírodní poměry
Východně od Střezivojic se nachází přírodní památka Špičák u Střezivojic – třináct metrů vysoká pískovcová skalní jehla prosycená železitými inkrustacemi, které vytvořily na jejím povrchu drobné misky, růžice, římsy a jiné formy. Do východní části katastrálního území zasahuje malá část přírodní rezervace Mokřady horní Liběchovky.
Ve vsi u silnice stojí památný strom Střezivojická lípa – lípa malolistá o obvodu kmene 390 centimetrů.

## Obyvatelstvo
Při sčítání lidu v roce 1921 ve vsi žilo 161 obyvatel (z toho 75 mužů), z nichž byli čtyři Čechoslováci a 157 Němců. Kromě jednoho evangelíka se hlásili k římskokatolické církvi. Podle sčítání lidu z roku 1930 měla vesnice 153 obyvatel: tři Čechoslováky a 150 Němců. S výjimkou jednoho člověka bez vyznání byli římskými katolíky.
| Rok            | 1869 | 1880 | 1890 | 1900 | 1910 | 1921 | 1930 | 1950 | 1961 | 1970 | 1980 | 1991 | 2001 | 2011 | 2021 |
| -------------- | ---- | ---- | ---- | ---- | ---- | ---- | ---- | ---- | ---- | ---- | ---- | ---- | ---- | ---- | ---- |
| Počet obyvatel | 269  | 232  | 229  | 194  | 175  | 161  | 153  | 83   | 81   | 62   | 49   | 36   | 43   | 34   | 45   |
| Počet domů     | 37   | 39   | 42   | 40   | 35   | 33   | 36   | 28   | 28   | 18   | 14   | 31   | 34   | 31   | 39   |

## Obecní správa
Při sčítání lidu v letech 1850–1960 Střezivojice byly samostatnou obcí, se kterým patřily nejprve do okresu Dubá, ale v roce 1950 v okrese Doksy a od roku 1960 v okrese Mělník. Od 1. července 1960 do 31. prosince 1979 byly částí obce Dobřeň v okrese Mělník. Od 1. ledna 1980 do 23. listopadu 1990 byly částí obce Kokořín v okrese Mělník. Od 24. listopadu 1990 jsou opět částí obce Dobřeň v okrese Mělník. V letech 1850–1960 k obci patřil Vlkov.

## Pamětihodnosti
Střezivojice jsou v současnosti rekreační vsí se zachovanými ukázkami lidové architektury. Od roku 1995 je na ochranu roubených domů vyhlášena vesnická památková zóna.

## Další fotografie

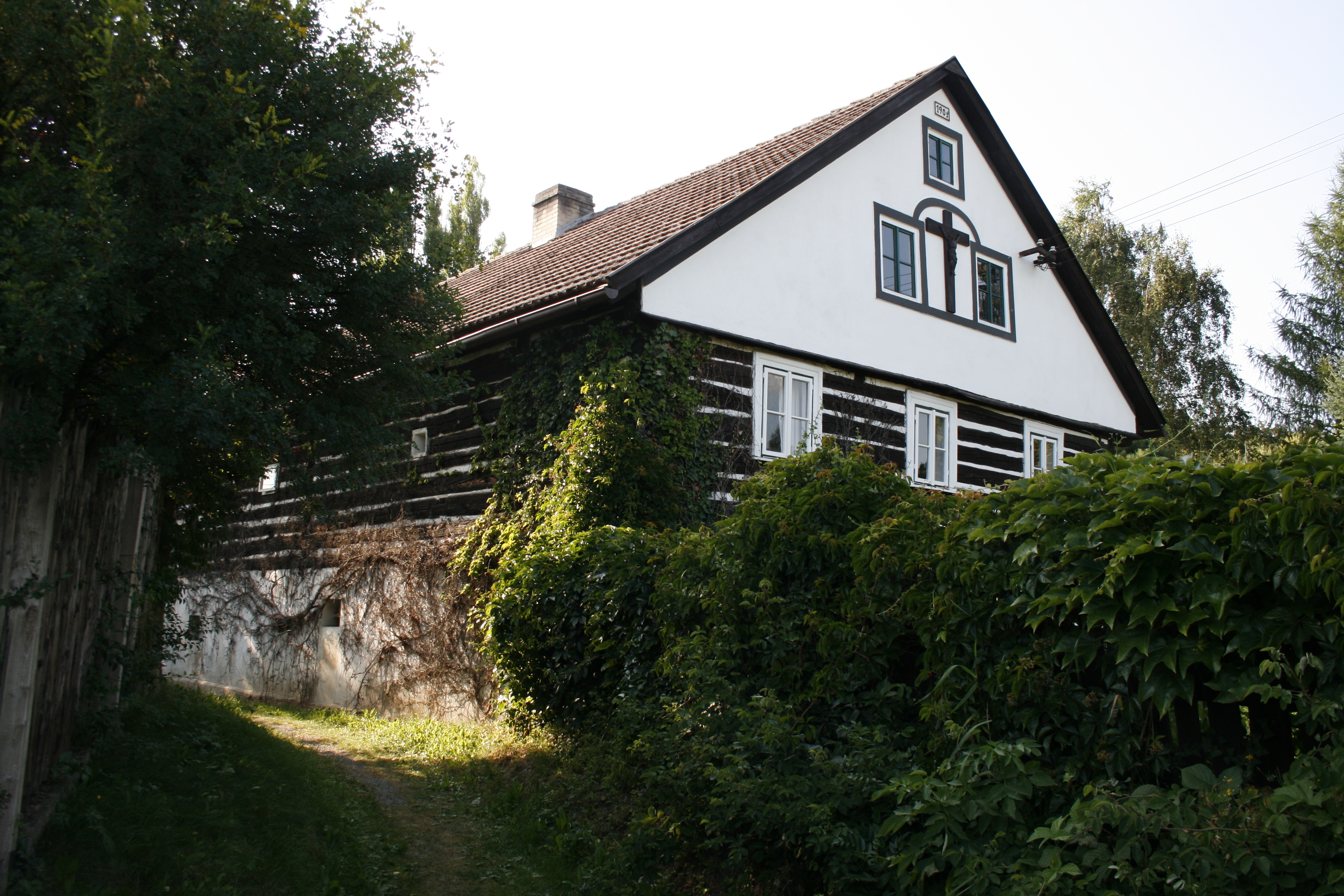
Štít domu čp. 23
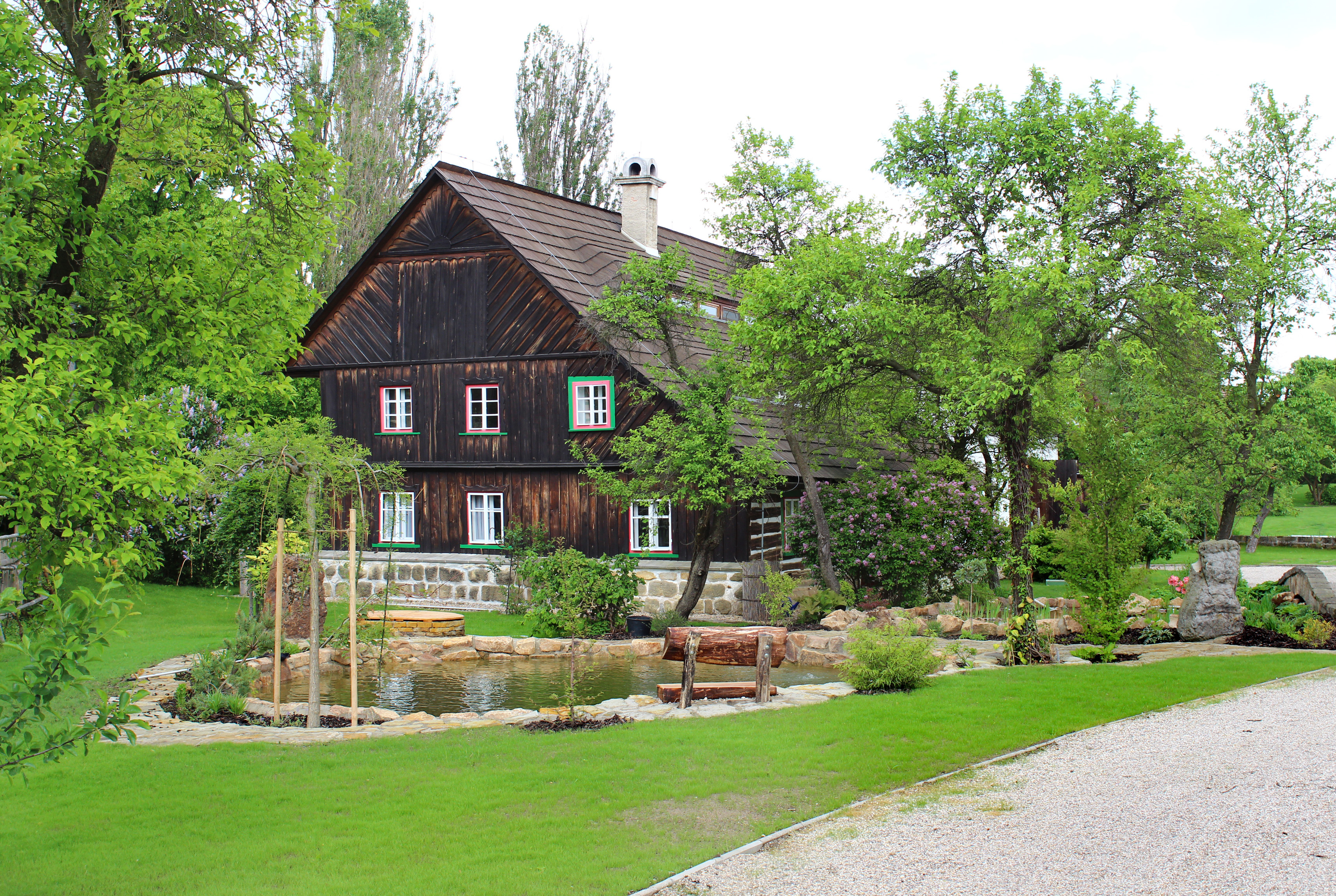
Opravená roubená chalupa
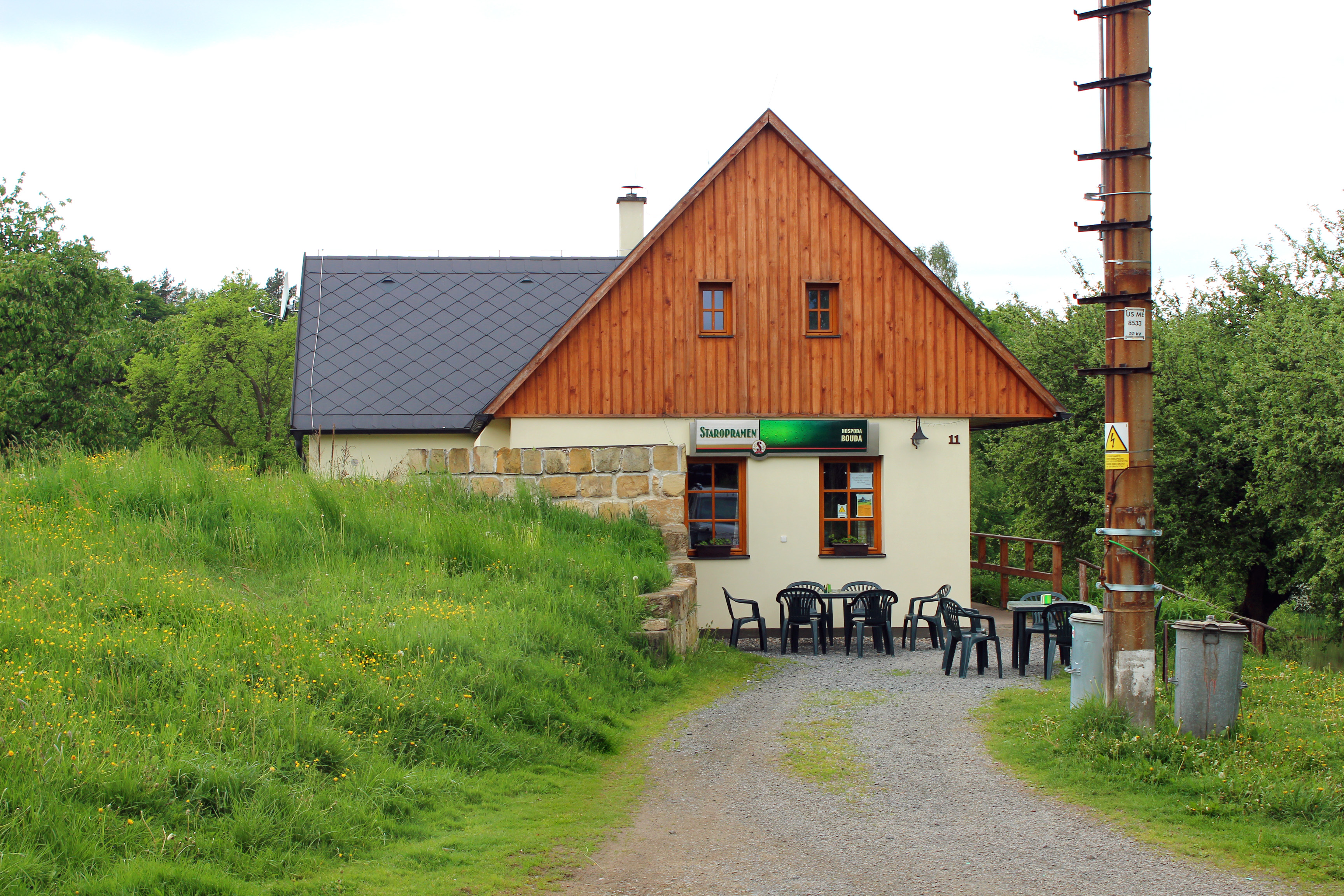
Hospůdka
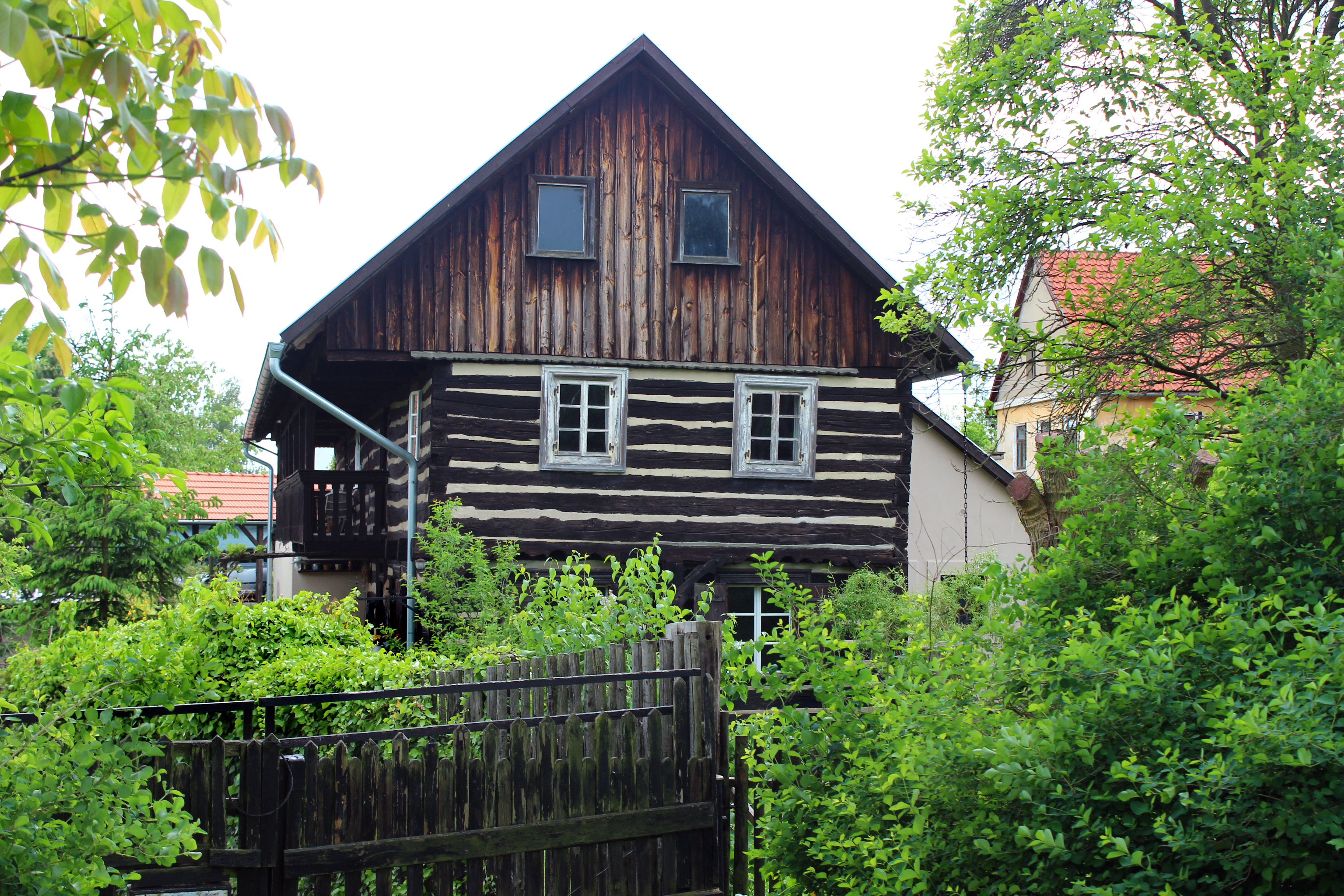
Roubený dům
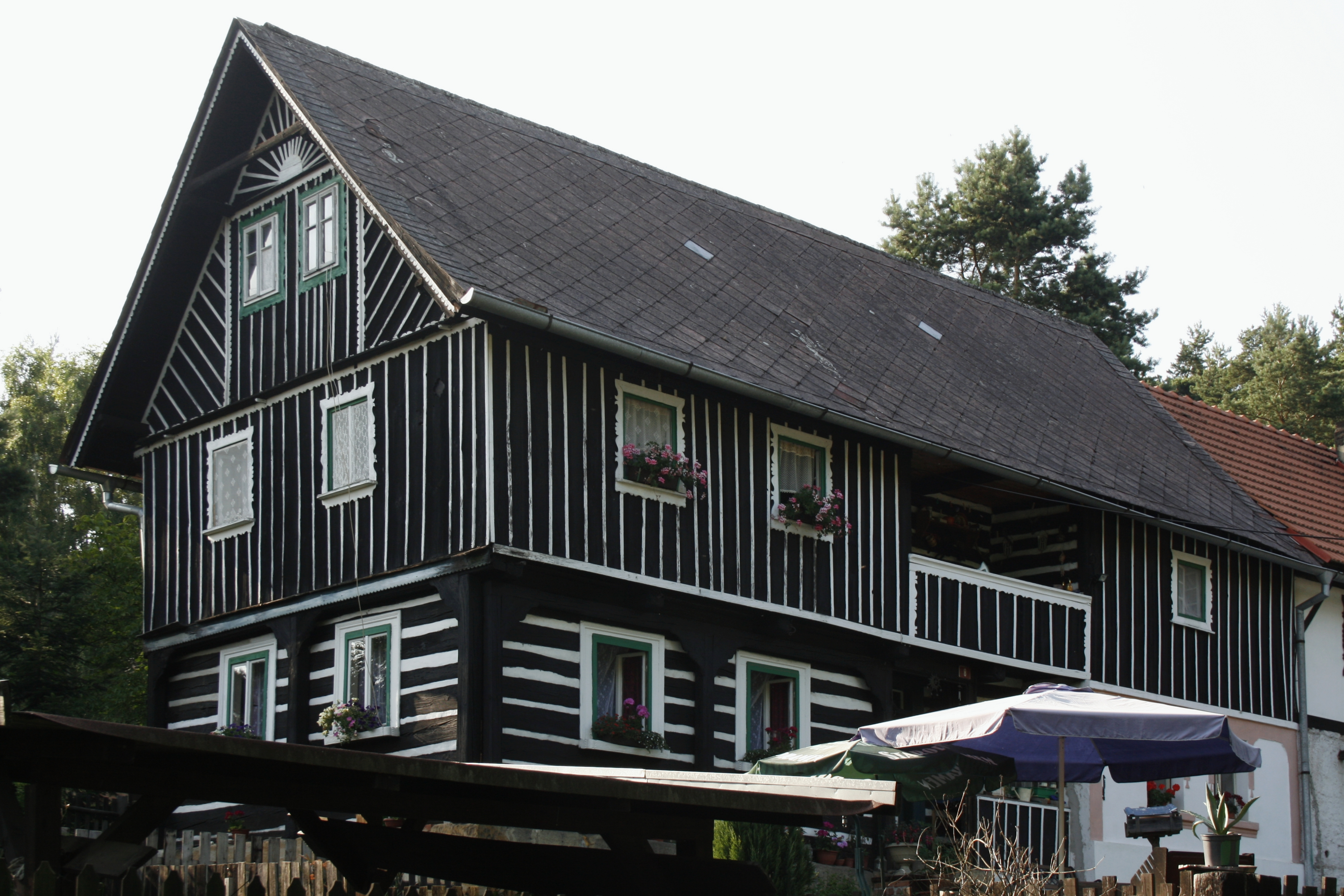
Památkově chráněný dům čp. 8